# Фина из Сан-Джиминьяно
Святая Фина из Сан-Джиминьяно (итал. Fina da San Gimignano, 1238[…], Сан-Джиминьяно, Тоскана — 12 марта 1253, Сан-Джиминьяно, Тоскана) — итальянская дева, почитаемая в тосканском городе Сан-Джиминьяно. Покровительница калек и прядильщиц.

## Жизнь
Фина деи Чарди родилась в Сан-Джиминьяно в 1238 году в обнищавшей дворянской семье Камбио и Имперьеры Чарди. Жила в скромном доме в историческом центре знаменитого «города красивых башен». О раннем детстве Фины почти ничего достоверно не известно, почти вся информация происходит из легенд, сложившихся после смерти святой. Упоминается преданность Фины Деве Марии и то, что она выходила из дома только для посещения месс.
В 1248 году Фина серьёзно заболела, после чего её постепенно парализовало. Вместо кровати она предпочла лежать на деревянной койке, из-за чего у неё появились болезненные пролежни. Во время болезни потеряла родителей. Несмотря на все испытания, она никогда не жаловалась, оставалась в бодром расположении духа и благодарила Господа.
Набожность Фины была примером для всех жителей Сан-Джиминьяно, часто её навещавших. Они были поражены тому, что тяжело больная девушка неизменно находила для них слова ободрения. Фина особенно чтила святого Григория Великого. 4 марта 1253 года, после пяти лет болезни, у неё было видение святого Григория, который предсказал ей скорое избавление от мучений. Как и было предсказано, 15-летняя Фина скончалась 12 марта. Тело девушки было доставлено в собор Сан-Джиминьяно, где собравшаяся толпа провозгласила: «Святая умерла!»

## Прославление
Фина никогда не была официально канонизирована. Её культ очень распространён в Сан-Джиминьяно, хотя официальным покровителем города остаётся святой Геминиан.
День памяти — 12 марта.
В искусстве святую часто изображают вместе со святым Григорием или лежащей на деревянной койке. В руках она держит фиалки. Также на изображениях могут присутствовать крысы, которыми кишел её дом.